# Паливно-енергетичний комплекс України

Па́ливно-енергети́чний ко́мплекс (ПЕК) в Україні представлений підприємствами електроенергетики, вугледобувної, паливної та нафтопереробної промисловості. До електроенергетичного сектору входять теплові, атомні, вітрові, сонячні та гідроелектростанції, а також підприємства передачі та розподілу електроенергії. ПЕК включає видобування природних видів палива, їхню переробку, транспортування тощо.
ПЕК України зорієнтований на вугілля, нафту, газ і ядерне паливо. Власні паливно-енергетичні ресурси України представлені головним чином кам'яним і бурим вугіллям Донецького, Львівсько-Волинського та Придніпровського басейнів. Україна володіє потужною енергетичною системою, що складається з теплоелектростанцій і теплоелектроцентралей, мережею атомних станцій і гідроелектростанцій.

## Загальні відомості
Станом на 2018 рік Україна забезпечувала себе такими видами паливних ресурсів: видобуток вугілля 76 %; видобуток нафти 5 %; видобуток торфу 0 %; видобуток газу 19 %. Видобуток нафти становив 15 000 млн кубометрів, 12 200 млн кубометрів видобував НАК «Нафтогаз України», 3300 млн кубометрів — інші компанії.
Електроенергії було видобуто 115 929,0 млн кВт·год, із них:
- 60 883 млн кВт·год (52 %) — атомні електростанції
- 41 981 млн кВт·год (36 %) — теплоелектростанції
- 9983 млн кВт·год (9 %) — гідроелектростанції
- 1976 млн кВт·год (решта) отримана з альтернативних джерел.